# H.N.I.C. Pt. 2
H.N.I.C. Pt. 2 is het tweede solo-studioalbum van de Amerikaanse rapper en Mobb Deep-lid, Prodigy. Het is een vervolg op H.N.I.C., dat in 2000 verscheen. Het album verkocht meer dan 60.000 kopieën in de eerste week en bereikte een derde plaats in de Top R&B/Hip-Hop Albums Chart van Billboard.

## Tracklist

### Standaard editie
| Nr. | Titel                                        | Producer(s)   | Duur |
| --- | -------------------------------------------- | ------------- | ---- |
| 1.  | Real Power Is People                         | Sid Roams     | 3:36 |
| 2.  | The Life                                     | The Alchemist | 2:47 |
| 3.  | Young Veterans                               | The Alchemist | 5:34 |
| 4.  | Illuminati                                   | The Alchemist | 3:30 |
| 5.  | New Yitty                                    | Sid Roams     | 2:38 |
| 6.  | ABC                                          | Sid Roams     | 3:40 |
| 7.  | Click Clack (featuring Big Twins)            | Sid Roams     | 2:55 |
| 8.  | Veterans Memorial Pt. 2                      | The Alchemist | 4:29 |
| 9.  | Field Marshal P (featuring Un Pacino)        | Havoc         | 4:27 |
| 10. | 3 Stacks (featuring Big Twins)               | Sid Roams     | 4:00 |
| 11. | When I See You                               | Apex          | 3:11 |
| 12. | It's Nothing (featuring Big Noyd)            | Apex          | 3:51 |
| 13. | I Want Out (featuring Havoc & Un Pacino)     | Havoc         | 5:11 |
| 14. | ABC (Vox Spanish Remix Teaser) (Bonus Track) | Sid Roams     | 2:21 |

| Nr. | Titel                                    | Producer(s)   | Duur |
| --- | ---------------------------------------- | ------------- | ---- |
| 15. | Represent Me                             | The Alchemist | 3:31 |
| 16. | Get Trapped (featuring Nyce & Un Pacino) | Havoc         | 4:20 |
| 17. | Sleep When I'm Dead                      | Sid Roams     | 3:25 |

### Collectors Editie
| Nr. | Titel                                    | Producer(s)   | Duur |
| --- | ---------------------------------------- | ------------- | ---- |
| 1.  | Real Power Is People                     | Sid Roams     | 3:36 |
| 2.  | The Life                                 | The Alchemist | 2:47 |
| 3.  | Young Veterans                           | The Alchemist | 5:34 |
| 4.  | Illuminati                               | The Alchemist | 3:30 |
| 5.  | New Yitty                                | Sid Roams     | 2:38 |
| 6.  | ABC                                      | Sid Roams     | 3:40 |
| 7.  | Click Clack (Featuring Big Twins)        | Sid Roams     | 2:55 |
| 8.  | Veterans Memorial Pt. 2                  | The Alchemist | 4:29 |
| 9.  | Field Marshal P (featuring Un Pacino)    | Havoc         | 4:27 |
| 10. | 3 Stacks (featuring Big Twins)           | Sid Roams     | 4:00 |
| 11. | It's Nothing (featuring Big Noyd)        | Apex          | 3:51 |
| 12. | I Want Out (featuring Havoc & Un Pacino) | Havoc         | 5:07 |
| 13. | ABC (Vox Spanish Remix Teaser)           | Sid Roams     | 2:21 |
| 14. | Get Trapped (featuring Nyce & Un Pacino) | Havoc         | 4:20 |
| 15. | When I See You (Remix) (Feat. Cormega)   | Apex          | 4:06 |
| 16. | The Dough                                | The Alchemist | 3:11 |
| 17. | Represent Me                             | The Alchemist | 3:31 |
| 18. | Sleep When I'm Dead                      | Sid Roams     | 3:25 |
| 19. | Dirty New Yorker (featuring Havoc)       | The Alchemist | 4:06 |